# Homotherus locutor
Homotherus locutor är en stekelart som först beskrevs av Carl Peter Thunberg 1822.  Homotherus locutor ingår i släktet Homotherus och familjen brokparasitsteklar. Arten är reproducerande i Sverige.

## Underarter
Arten delas in i följande underarter:
- H. l. bleusei
- H. l. piffardi